# Saint-Pierre-du-Bosguérard
Saint-Pierre-du-Bosguérard is een gemeente in het Franse departement Eure (regio Normandië). De plaats maakt deel uit van het arrondissement Bernay. Saint-Pierre-du-Bosguérard telde op 1 januari 2022 962 inwoners.

## Geografie
De oppervlakte van Saint-Pierre-du-Bosguérard bedroeg op 1 januari 2022 10,1 vierkante kilometer; de bevolkingsdichtheid was toen 95,2 inwoners per km².

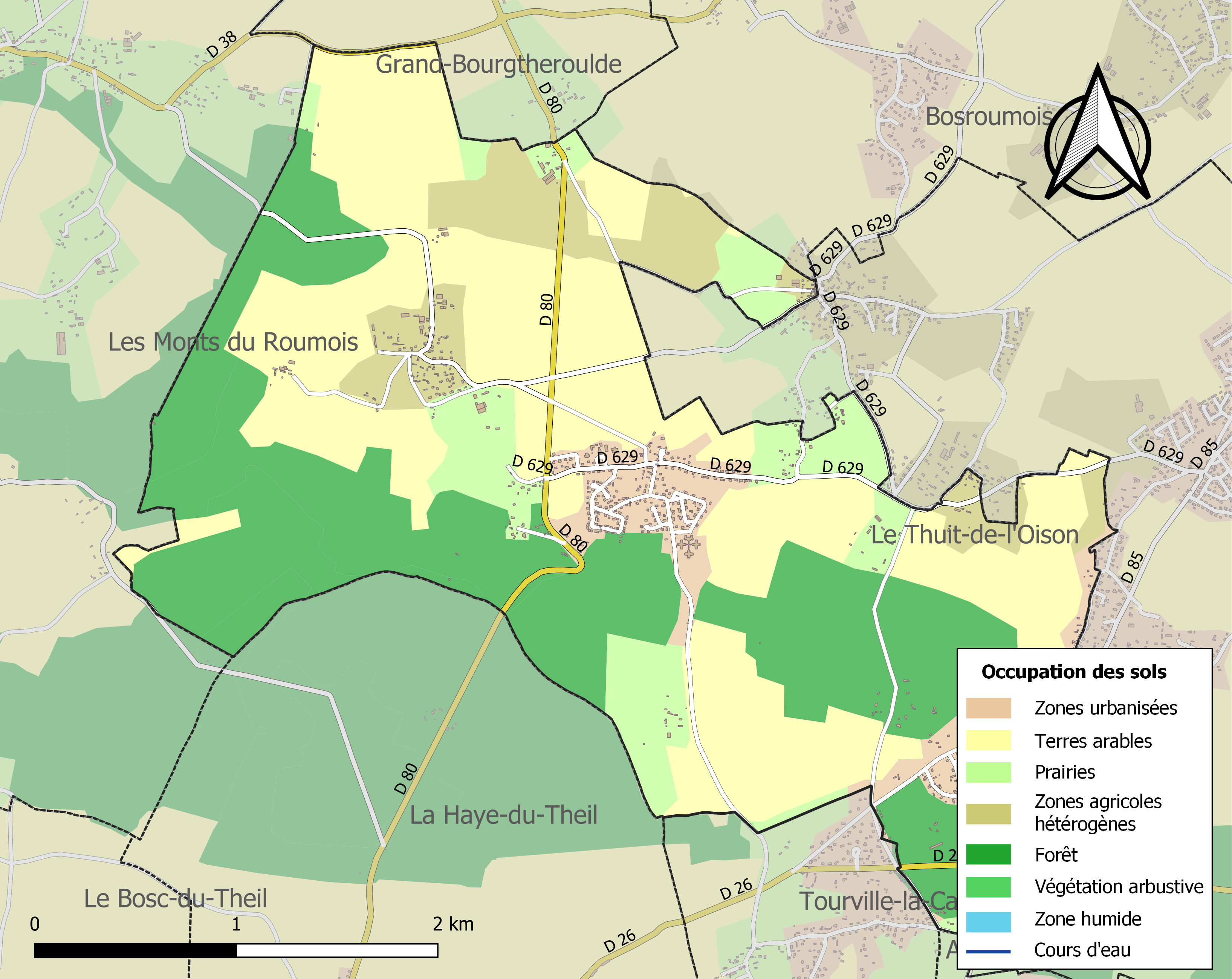
Kaart van de gemeente met belangrijkste infrastructuur, bodemgebruik en omliggende gemeenten

## Demografie
Onderstaande figuur toont het verloop van het inwonertal (bron: INSEE-tellingen).